# Pampasjön
Pampasjön är en sjö i Ljungby kommun i Småland och ingår i Helge ås huvudavrinningsområde. Sjön har en area på 0,144 kvadratkilometer och ligger 128,1 meter över havet. Sjön avvattnas av vattendraget Issjöabäcken. Vid provfiske har bland annat abborre, braxen, gers och gädda fångats i sjön.

## Delavrinningsområde
Pampasjön ingår i det delavrinningsområde (627796-138092) som SMHI kallar för Mynnar i Hängasjön. Medelhöjden är 139 meter över havet och ytan är 2,28 kvadratkilometer. Räknas de 2 avrinningsområdena uppströms in blir den ackumulerade arean 21,14 kvadratkilometer. Issjöabäcken som avvattnar avrinningsområdet har biflödesordning 3, vilket innebär att vattnet flödar genom totalt 3 vattendrag innan det når havet efter 134 kilometer. Avrinningsområdet består mestadels av skog (85 procent). Avrinningsområdet har 0,14 kvadratkilometer vattenytor vilket ger det en sjöprocent på 6,3 procent.

## Fisk
Vid provfiske har följande fisk fångats i sjön:
- Abborre
- Braxen
- Gärs
- Gädda
- Mört